# Едріел Сейнс
Едріел Сейнс (англ. Adriel Sanes, 27 жовтня 1998) — американський плавець.
Учасник Олімпійських Ігор 2020 року, де виступав за збірну Американських Віргінських Островів. У попередніх заппливах на дистанціях 100 та 200 метрів брасом посів, відповідно 42-ге і 33-тє місця й не потрапив до півфіналів.